# 이키시
이키시(일본어: 壱岐市)는 일본 나가사키현 이키섬을 주된 행정구역으로 하는 시이다.

## 지리
후쿠오카시에서 북서쪽으로 약 80km, 사가현 북단부의 히가시마쓰우라 반도에서 북서쪽으로 약 20km 떨어진 겐카이나다에 위치하는 섬이다. 북서쪽 해상에 쓰시마섬(대마도)이 있다. 이키시의 대부분을 차지하는 이키섬은 면적 133.82km2, 남북 17km, 동서 15km의 넓이를 가진다. 유인도로는 이키섬 남서쪽 앞바다에 하라시마섬·나가시마섬·오시마섬이, 북쪽 앞바다에 와카미야섬이 있다. 또 섬 주변에는 17개의 무인도가 있다. 이것들을 합쳐서 이키라고 부른다.
시 전체가 이키쓰시마 국정공원으로 지정되어 있다.

### 기후
난류인 쓰시마 해류의 영향을 받아 비교적 온난한 기후로 계절을 불문하고 비교적 습도가 높다.
| 이키시의 기후                                                | 이키시의 기후 | 이키시의 기후 | 이키시의 기후 | 이키시의 기후 | 이키시의 기후 | 이키시의 기후 | 이키시의 기후 | 이키시의 기후 | 이키시의 기후 | 이키시의 기후 | 이키시의 기후 | 이키시의 기후 | 이키시의 기후 |
| 월                                                           | 1월           | 2월           | 3월           | 4월           | 5월           | 6월           | 7월           | 8월           | 9월           | 10월          | 11월          | 12월          | 연간          |
| ------------------------------------------------------------ | ------------- | ------------- | ------------- | ------------- | ------------- | ------------- | ------------- | ------------- | ------------- | ------------- | ------------- | ------------- | ------------- |
| 역대 최고 기온 °C (°F)                                       | 18.6 (65.5)   | 21.2 (70.2)   | 22.5 (72.5)   | 26.9 (80.4)   | 29.7 (85.5)   | 30.5 (86.9)   | 34.6 (94.3)   | 34.8 (94.6)   | 33.0 (91.4)   | 29.7 (85.5)   | 25.7 (78.3)   | 22.7 (72.9)   | 34.6 (94.3)   |
| 일평균 최고 기온 °C (°F)                                     | 8.7 (47.7)    | 9.7 (49.5)    | 12.7 (54.9)   | 17.2 (63.0)   | 21.5 (70.7)   | 24.3 (75.7)   | 28.1 (82.6)   | 29.7 (85.5)   | 26.1 (79.0)   | 21.6 (70.9)   | 16.4 (61.5)   | 11.2 (52.2)   | 18.9 (66.1)   |
| 일일 평균 기온 °C (°F)                                       | 6.2 (43.2)    | 6.9 (44.4)    | 9.7 (49.5)    | 13.7 (56.7)   | 17.7 (63.9)   | 20.9 (69.6)   | 24.9 (76.8)   | 26.3 (79.3)   | 23.1 (73.6)   | 18.7 (65.7)   | 13.7 (56.7)   | 8.5 (47.3)    | 15.9 (60.6)   |
| 일평균 최저 기온 °C (°F)                                     | 3.7 (38.7)    | 4.3 (39.7)    | 7.0 (44.6)    | 10.8 (51.4)   | 14.8 (58.6)   | 18.5 (65.3)   | 22.7 (72.9)   | 23.9 (75.0)   | 21.0 (69.8)   | 16.4 (61.5)   | 11.0 (51.8)   | 5.8 (42.4)    | 13.3 (56.0)   |
| 역대 최저 기온 °C (°F)                                       | −5.5 (22.1)   | −5.6 (21.9)   | −1.5 (29.3)   | 1.8 (35.2)    | 9.0 (48.2)    | 12.0 (53.6)   | 16.6 (61.9)   | 17.4 (63.3)   | 14.4 (57.9)   | 6.6 (43.9)    | 1.7 (35.1)    | −3.4 (25.9)   | −5.6 (21.9)   |
| 평균 강수량 mm (인치)                                        | 76.1 (3.00)   | 78.6 (3.09)   | 127.8 (5.03)  | 148.7 (5.85)  | 165.0 (6.50)  | 273.1 (10.75) | 316.1 (12.44) | 250.9 (9.88)  | 173.7 (6.84)  | 94.1 (3.70)   | 97.5 (3.84)   | 79.4 (3.13)   | 1,881 (74.05) |
| 평균 강우일수 (≥ 1.0 mm)                                     | 8.5           | 8.3           | 10.1          | 9.4           | 8.9           | 11.6          | 10.9          | 9.5           | 10.4          | 7.3           | 7.9           | 7.8           | 110.6         |
| 평균 월간 일조시간                                           | 124.9         | 138.3         | 169.8         | 190.2         | 199.4         | 134.0         | 174.5         | 195.0         | 159.2         | 174.2         | 146.9         | 133.8         | 1,940.2       |
| 출처: 일본 기상청 (평년값: 1991년~2020년, 극값: 1977년~현재) |               |               |               |               |               |               |               |               |               |               |               |               |               |

## 역사
율령제 하에서는 이키국에 속했다. 2004년 3월 1일에 이키군 고노우라정, 가쓰모토정, 아시베정, 이시다정이 모두 합병해 이키시가 발족하였다.

## 경제
여름철에는 근해에서 오징어잡이를 하고 일부 만에서는 진주 양식 등도 행해지고 있다. 벼농사가 중심이고 잎담배, 멜론, 유자 등의 생산량도 많다. 축산업이 활발하고 특히 송아지 생산으로 유명하다.

## 교통

### 공항
- 이키 공항

### 도로
- 국도 제382호선
- 나가사키현도 제23호선
- 나가사키현도 제59호선

### 항만
- 고노우라항
- 인도지항
- 아시베항
- 가쓰모토항

## 교육
- 나가사키현립 이키 고등학교
- 나가사키현립 이키 상업고등학교

## 자매 도시
- 일본 나가노현 스와시

## 같이 보기
- 이키국